# 김리관
김리관(한국 한자: 金理寬, 2003년 4월 2일 ~ )은 대한민국의 축구 선수로, 포지션은 센터백이다. 현재 K리그1 대구 FC 소속이다.